# Simo
Simo je obec v provincií Laponsko ve Finsku a ležící asi 50 km od švédské hranice.
V roce 2003 byl počet obyvatel obce 3 717, přičemž každoroční úbytek obyvatelstva je kolem 20 osob. Rozloha obce je 1 483,5 km², z čehož 18,51 km² připadá na vodní plochy. Hustota zalidnění činí 2,5 obyvatele na km².